# Falsoropica minuta
Falsoropica minuta är en skalbaggsart som beskrevs av Stefan von Breuning 1961. Falsoropica minuta ingår i släktet Falsoropica och familjen långhorningar.
Artens utbredningsområde är Filippinerna. Inga underarter finns listade i Catalogue of Life.